# Stadler Rail Valencia
 Stadler Rail Valencia S.A.U. es una empresa española de diseño, fabricación y mantenimiento de vehículos ferroviarios filial de la suiza Stadler Rail ubicada en  Polígono Industrial del Mediterráneo de Albuixech.

## Historia

### MACOSA
Se fundó como Material y Construcciones S.A. o MACOSA en 1947 a partir de la fusión de Construcciones Devis (fundada por Talleres Devis) de Valencia y Sociedad Material para Ferrocarriles y Construcciones S.A. de Barcelona, conocida popularmente como Can Girona, coincidiendo con la incipiente industrialización española.
Inicialmente la empresa no estaba totalmente orientada al ferrocarril, al dedicarse a la producción de autobuses, trolebuses y otros productos para el transporte de carretera. En unos años desde su formación la compañía se expandió, llegando su planta valenciana a tener una extensión de 50.000 m² y la barcelonesa 140.000 m², de los que 90.000m² estaban cubiertos, convirtiéndose así en uno de los mayores productores de material rodante de España. Hasta 1952 la compañía había producido en Valencia 48 locomotoras clase 2400 para España y dos para Portugal.
Las únicas locomotoras de ancho métrico construidas por MACOSA fueron las de la clase 130 para el tramo de Ponferrada a Villablino en 1951 y 1956, basadas en una serie fabricada en 1914 por Krauss-Maffei para los ferrocarriles vascos (ver Locomotora Engerth) y ya en 1981, para el mismo ferrocarril, las locomotoras diésel 1001 a 1004, del modelo unificado G18U de General Motors.
En la década de los 50 la planta de Barcelona se dedicaba a la fundición y moldeado de acero, así como a la fabricación y reparación de coches, autobuses, vagones y demás material rodante. La planta valenciana se ocupaba de la fabricación de calderas de vapor, así como a la construcción y reparación de locomotoras eléctricas y de vapor y demás material de tracción. Esta planta también fabricó otro material pesado como grúas o piezas metálicas para presas. MACOSA poseía asimismo una fábrica menor en Alcázar de San Juan dedicada a fabricar vagones de mantenimiento.
La última locomotora a vapor fabricada en Valencia para RENFE fue una Mikado con matrícula 141-2328, construida en 1958.
Una nueva expansión se produjo con el Plan Nacional de Estabilización Económica participando así la compañía del rápido crecimiento económico español de los 60, desencadenado por una economía que estaba alcanzando su masa crítica de industrialización (ver Milagro económico español).
En los años 1960 se fabricaban en Valencia locomotoras bajo licencia de General Motors, en un principio con un diseño casi enteramente de GM, pasando la compañía más tarde a fabricar locomotoras de su propio diseño pero manteniendo el uso de motores y sistemas de transmisión de GM (más tarde Electro-Motive Diesel).
Este modus operandi se ha mantenido hasta bien entrada la década de los 2000 en las sucesivas herederas de MACOSA en Valencia fabricando locomotoras con motores y sistemas de transmisión GM. En Santa Perpetua de Moguda, Alstom continuó fabricando todo tipo de material ferroviario que, en gran parte se dedicaba a la exportación.
En 1970 MACOSA era la segunda compañía del sector ferroviario español, sólo superada por CAF.
Durante su larga historia se produjeron en Valencia más de mil locomotoras, primero de vapor y luego eléctricas o diésel-eléctricas, así como locomotoras de maniobras. Además se fabricó un gran número de diferentes vehículos ferroviarios: tranvías, metros, unidades diésel y eléctricas y vagones de carga, así como miles de bogies, en parte para el mercado español y otros para exportación.

### Meinfesa
En 1989, MACOSA se fusiona con La Maquinista Terrestre y Marítima, de Barcelona, y se convierte en Mediterránea de Industrias del Ferrocarril, S.A. (Meinfesa). Entra a formar parte de la multinacional GEC-Alstom en 1991, trasladando entonces su producción de Barcelona a Santa Perpetua de Moguda (Barcelona) y de Valencia a Albuixech (Valencia). La antigua nave de MACOSA ha sido protegida recientemente y queda enmarcada dentro del nuevo plan del parque central en Valencia. Sobre la antigua fábrica de MACOSA de Barcelona se ha construido el parque y urbanización Diagonal Mar y parte del Fórum; la antigua fábrica de La Maquinista Terrestre y Marítima ha sido urbanizada y su nombre se recuerda en el centro comercial La Maquinista, que ocupa parte de los terrenos de la fábrica.
Poco después se recibió un gran pedido de RENFE para la reconversión de parte de la serie 319 de Renfe a las subseries 319.2, 319.3 y 319.4. Bajo la propiedad de Alstom también se produjeron locomotoras Alstom Prima en la planta, con pedidos exportados al Reino Unido e Israel.
Además se fabricaron 60 General Motors serie GM-8B (clase 310 de Renfe) entre 1989 y 1991 y la GA-DE 900 AS diésel-eléctrica de maniobras (basada en la serie 311 de Renfe) y en la década de los 90 para los ferrocarriles federales de Suiza (SBB Am 841), los ferrocarriles de México y los ferrocarriles estatales de Israel y Egipto.

### Vossloh España
En marzo de 2005, Alstom vendió la factoría de Albuixech a Vossloh AG, cambiando el nombre a Vossloh España, como parte del grupo Vossloh.
Durante los primeros años bajo la propiedad de Vossloh se llevó a cabo la fabricación de la BB 60000 de maniobras para SNCF, así como la reconstrucción de la serie 333 de Renfe, la construcción de la serie 334 de Renfe y más tarde la producción de las diésel-eléctricas Euro 3000 y Euro 4000. También se han fabricado trenes de metro serie 4300 de ancho métrico a 1500 V CC para los Ferrocarriles de la Generalidad Valenciana.

### Stadler Rail Valencia
En julio de 2015 se produjo la venta de la compañía a la suiza Stadler Rail por 48 millones de euros, pasando la empresa a denominarse Stadler Rail Valencia S.A.U..
Stadler asumió además la deuda de 124 millones de Vossloh España. La transacción de la factoría se completó en el primer trimestre de 2016.
En 2017, Stadler cerró acuerdos para el suministro de 8 trenes para la ciudad húngara de Szeged, 6 locomotoras especiales para la altitud extrema de Bolivia, las mencionadas 10 locomotoras para el operador alemán HVLE, 6 trenes para la Línea 9 del Tram de FGV en Alicante, y 15 trenes por 120 millones de euros para Cataluña, además de la producción de bogies para el conjunto del grupo.
En junio de 2018, la división española de Stadler, el operador ferroviario francés VFLI y la empresa de arrendamiento Alpha Trains anunciaron la firma de los contratos de compra de las primeras 12 locomotoras diésel-eléctricas del tipo EURO4001 y del prototipo de la locomotora bimodal EURODUAL. 3 serán adquiridas directamente por VFLI y 9 por la empresa de leasing Alpha Trains para ser utilizadas por VFLI.
En agosto de 2018, la firma galesa Wales & Borders hacía el encargo a Stadler Rail de 36 tranvías Citylink y 35 trenes Flirt; los 36 tranvías serán diseñados y fabricados en la factoría de Valencia.

## Instalaciones
En 2023 anunció la creación de una nueva instalación industrial en el polígono La Mezquita de Vall de Uxó (provincia de Castellón) para ampliar la capacidad de producción de la planta de Albuixech, así como el alquiler de 35.567 metros cuadrados en G-Park Sagunto.

## Productos destacados
- GM SD40-2 construida entre 1979 y 1980 bajo licencia de General Motors para RFFSA de Brasil.
- Serie 333 de Renfe. Una potente locomotora construida con componentes General Motors para un diseño NOHAB utilizado en origen en la serie MZ de DSB.